# Unicodeblock Telugu
Der Unicode-Block Telugu (U+0C00 bis U+0C7F) enthält die Telugu-Schrift, die für die gleichnamige Sprache verwendet wird.

## Liste
| Unicodenummer | Zeichen (400 %) | Kategorie                               | Bidirektionale Klasse       | Offizielle Bezeichnung                              | Beschreibung                                   |
| ------------- | --------------- | --------------------------------------- | --------------------------- | --------------------------------------------------- | ---------------------------------------------- |
| U+0C00 (3072) | ఀ                | Markierung ohne Extrabreite             | Markierung ohne Extrabreite | TELUGU SIGN COMBINING CANDRABINDU ABOVE             | Telugu-Zeichen kombinierendes Candrabindu oben |
| U+0C01 (3073) | ఁ                | Markierung mit Extrabreite              | links nach rechts           | TELUGU SIGN CANDRABINDU                             | Telugu-Zeichen Candrabindu                     |
| U+0C02 (3074) | ం                | Markierung mit Extrabreite              | links nach rechts           | TELUGU SIGN ANUSVARA                                | Telugu-Zeichen Anusvara                        |
| U+0C03 (3075) | ః                | Markierung mit Extrabreite              | links nach rechts           | TELUGU SIGN VISARGA                                 | Telugu-Zeichen Visarga                         |
| U+0C04 (3076) | ఄ                | Markierung ohne Extrabreite             | Markierung ohne Extrabreite | TELUGU SIGN COMBINING ANUSVARA ABOVE                | Telugu-Zeichen kombinierendes Anusvara oben    |
| U+0C05 (3077) | అ               | anderer Buchstabe, Silbe oder Ideogramm | links nach rechts           | TELUGU LETTER A                                     | Telugu-Buchstabe A                             |
| U+0C06 (3078) | ఆ               | anderer Buchstabe, Silbe oder Ideogramm | links nach rechts           | TELUGU LETTER AA                                    | Telugu-Buchstabe Aa                            |
| U+0C07 (3079) | ఇ               | anderer Buchstabe, Silbe oder Ideogramm | links nach rechts           | TELUGU LETTER I                                     | Telugu-Buchstabe I                             |
| U+0C08 (3080) | ఈ               | anderer Buchstabe, Silbe oder Ideogramm | links nach rechts           | TELUGU LETTER II                                    | Telugu-Buchstabe Ii                            |
| U+0C09 (3081) | ఉ               | anderer Buchstabe, Silbe oder Ideogramm | links nach rechts           | TELUGU LETTER U                                     | Telugu-Buchstabe U                             |
| U+0C0A (3082) | ఊ               | anderer Buchstabe, Silbe oder Ideogramm | links nach rechts           | TELUGU LETTER UU                                    | Telugu-Buchstabe Uu                            |
| U+0C0B (3083) | ఋ               | anderer Buchstabe, Silbe oder Ideogramm | links nach rechts           | TELUGU LETTER VOCALIC R                             | Telugu-Buchstabe vokalisches R                 |
| U+0C0C (3084) | ఌ               | anderer Buchstabe, Silbe oder Ideogramm | links nach rechts           | TELUGU LETTER VOCALIC L                             | Telugu-Buchstabe vokalisches L                 |
| U+0C0E (3086) | ఎ               | anderer Buchstabe, Silbe oder Ideogramm | links nach rechts           | TELUGU LETTER E                                     | Telugu-Buchstabe E                             |
| U+0C0F (3087) | ఏ               | anderer Buchstabe, Silbe oder Ideogramm | links nach rechts           | TELUGU LETTER EE                                    | Telugu-Buchstabe Ee                            |
| U+0C10 (3088) | ఐ               | anderer Buchstabe, Silbe oder Ideogramm | links nach rechts           | TELUGU LETTER AI                                    | Telugu-Buchstabe Ai                            |
| U+0C12 (3090) | ఒ               | anderer Buchstabe, Silbe oder Ideogramm | links nach rechts           | TELUGU LETTER O                                     | Telugu-Buchstabe O                             |
| U+0C13 (3091) | ఓ               | anderer Buchstabe, Silbe oder Ideogramm | links nach rechts           | TELUGU LETTER OO                                    | Telugu-Buchstabe Oo                            |
| U+0C14 (3092) | ఔ               | anderer Buchstabe, Silbe oder Ideogramm | links nach rechts           | TELUGU LETTER AU                                    | Telugu-Buchstabe Au                            |
| U+0C15 (3093) | క               | anderer Buchstabe, Silbe oder Ideogramm | links nach rechts           | TELUGU LETTER KA                                    | Telugu-Buchstabe Ka                            |
| U+0C16 (3094) | ఖ               | anderer Buchstabe, Silbe oder Ideogramm | links nach rechts           | TELUGU LETTER KHA                                   | Telugu-Buchstabe Kha                           |
| U+0C17 (3095) | గ               | anderer Buchstabe, Silbe oder Ideogramm | links nach rechts           | TELUGU LETTER GA                                    | Telugu-Buchstabe Ga                            |
| U+0C18 (3096) | ఘ               | anderer Buchstabe, Silbe oder Ideogramm | links nach rechts           | TELUGU LETTER GHA                                   | Telugu-Buchstabe Gha                           |
| U+0C19 (3097) | ఙ               | anderer Buchstabe, Silbe oder Ideogramm | links nach rechts           | TELUGU LETTER NGA                                   | Telugu-Buchstabe Nga                           |
| U+0C1A (3098) | చ               | anderer Buchstabe, Silbe oder Ideogramm | links nach rechts           | TELUGU LETTER CA                                    | Telugu-Buchstabe Ca                            |
| U+0C1B (3099) | ఛ               | anderer Buchstabe, Silbe oder Ideogramm | links nach rechts           | TELUGU LETTER CHA                                   | Telugu-Buchstabe Cha                           |
| U+0C1C (3100) | జ               | anderer Buchstabe, Silbe oder Ideogramm | links nach rechts           | TELUGU LETTER JA                                    | Telugu-Buchstabe Ja                            |
| U+0C1D (3101) | ఝ               | anderer Buchstabe, Silbe oder Ideogramm | links nach rechts           | TELUGU LETTER JHA                                   | Telugu-Buchstabe Jha                           |
| U+0C1E (3102) | ఞ               | anderer Buchstabe, Silbe oder Ideogramm | links nach rechts           | TELUGU LETTER NYA                                   | Telugu-Buchstabe Nya                           |
| U+0C1F (3103) | ట               | anderer Buchstabe, Silbe oder Ideogramm | links nach rechts           | TELUGU LETTER TTA                                   | Telugu-Buchstabe Tta                           |
| U+0C20 (3104) | ఠ               | anderer Buchstabe, Silbe oder Ideogramm | links nach rechts           | TELUGU LETTER TTHA                                  | Telugu-Buchstabe Ttha                          |
| U+0C21 (3105) | డ               | anderer Buchstabe, Silbe oder Ideogramm | links nach rechts           | TELUGU LETTER DDA                                   | Telugu-Buchstabe Dda                           |
| U+0C22 (3106) | ఢ               | anderer Buchstabe, Silbe oder Ideogramm | links nach rechts           | TELUGU LETTER DDHA                                  | Telugu-Buchstabe Ddha                          |
| U+0C23 (3107) | ణ               | anderer Buchstabe, Silbe oder Ideogramm | links nach rechts           | TELUGU LETTER NNA                                   | Telugu-Buchstabe Nna                           |
| U+0C24 (3108) | త               | anderer Buchstabe, Silbe oder Ideogramm | links nach rechts           | TELUGU LETTER TA                                    | Telugu-Buchstabe Ta                            |
| U+0C25 (3109) | థ               | anderer Buchstabe, Silbe oder Ideogramm | links nach rechts           | TELUGU LETTER THA                                   | Telugu-Buchstabe Tha                           |
| U+0C26 (3110) | ద               | anderer Buchstabe, Silbe oder Ideogramm | links nach rechts           | TELUGU LETTER DA                                    | Telugu-Buchstabe Da                            |
| U+0C27 (3111) | ధ               | anderer Buchstabe, Silbe oder Ideogramm | links nach rechts           | TELUGU LETTER DHA                                   | Telugu-Buchstabe Dha                           |
| U+0C28 (3112) | న               | anderer Buchstabe, Silbe oder Ideogramm | links nach rechts           | TELUGU LETTER NA                                    | Telugu-Buchstabe Na                            |
| U+0C2A (3114) | ప               | anderer Buchstabe, Silbe oder Ideogramm | links nach rechts           | TELUGU LETTER PA                                    | Telugu-Buchstabe Pa                            |
| U+0C2B (3115) | ఫ               | anderer Buchstabe, Silbe oder Ideogramm | links nach rechts           | TELUGU LETTER PHA                                   | Telugu-Buchstabe Pha                           |
| U+0C2C (3116) | బ               | anderer Buchstabe, Silbe oder Ideogramm | links nach rechts           | TELUGU LETTER BA                                    | Telugu-Buchstabe Ba                            |
| U+0C2D (3117) | భ               | anderer Buchstabe, Silbe oder Ideogramm | links nach rechts           | TELUGU LETTER BHA                                   | Telugu-Buchstabe Bha                           |
| U+0C2E (3118) | మ               | anderer Buchstabe, Silbe oder Ideogramm | links nach rechts           | TELUGU LETTER MA                                    | Telugu-Buchstabe Ma                            |
| U+0C2F (3119) | య               | anderer Buchstabe, Silbe oder Ideogramm | links nach rechts           | TELUGU LETTER YA                                    | Telugu-Buchstabe Ya                            |
| U+0C30 (3120) | ర               | anderer Buchstabe, Silbe oder Ideogramm | links nach rechts           | TELUGU LETTER RA                                    | Telugu-Buchstabe Ra                            |
| U+0C31 (3121) | ఱ               | anderer Buchstabe, Silbe oder Ideogramm | links nach rechts           | TELUGU LETTER RRA                                   | Telugu-Buchstabe Rra                           |
| U+0C32 (3122) | ల               | anderer Buchstabe, Silbe oder Ideogramm | links nach rechts           | TELUGU LETTER LA                                    | Telugu-Buchstabe La                            |
| U+0C33 (3123) | ళ               | anderer Buchstabe, Silbe oder Ideogramm | links nach rechts           | TELUGU LETTER LLA                                   | Telugu-Buchstabe Lla                           |
| U+0C34 (3124) | ఴ               | anderer Buchstabe, Silbe oder Ideogramm | links nach rechts           | TELUGU LETTER LLLA                                  | Telugu-Buchstabe Llla                          |
| U+0C35 (3125) | వ               | anderer Buchstabe, Silbe oder Ideogramm | links nach rechts           | TELUGU LETTER VA                                    | Telugu-Buchstabe Va                            |
| U+0C36 (3126) | శ               | anderer Buchstabe, Silbe oder Ideogramm | links nach rechts           | TELUGU LETTER SHA                                   | Telugu-Buchstabe Sha                           |
| U+0C37 (3127) | ష               | anderer Buchstabe, Silbe oder Ideogramm | links nach rechts           | TELUGU LETTER SSA                                   | Telugu-Buchstabe Ssa                           |
| U+0C38 (3128) | స               | anderer Buchstabe, Silbe oder Ideogramm | links nach rechts           | TELUGU LETTER SA                                    | Telugu-Buchstabe Sa                            |
| U+0C39 (3129) | హ               | anderer Buchstabe, Silbe oder Ideogramm | links nach rechts           | TELUGU LETTER HA                                    | Telugu-Buchstabe Ha                            |
| U+0C3C (3132) | ఼                | Markierung ohne Extrabreite             | Markierung ohne Extrabreite | TELUGU SIGN NUKTA                                   | Telugu-Zeichen Nukta                           |
| U+0C3D (3133) | ఽ               | anderer Buchstabe, Silbe oder Ideogramm | links nach rechts           | TELUGU SIGN AVAGRAHA                                | Telugu-Zeichen Avagraha                        |
| U+0C3E (3134) | ా                | Markierung ohne Extrabreite             | Markierung ohne Extrabreite | TELUGU VOWEL SIGN AA                                | Telugu-Vokalzeichen Aa                         |
| U+0C3F (3135) | ి                | Markierung ohne Extrabreite             | Markierung ohne Extrabreite | TELUGU VOWEL SIGN I                                 | Telugu-Vokalzeichen I                          |
| U+0C40 (3136) | ీ                | Markierung ohne Extrabreite             | Markierung ohne Extrabreite | TELUGU VOWEL SIGN II                                | Telugu-Vokalzeichen Ii                         |
| U+0C41 (3137) | ు                | Markierung mit Extrabreite              | links nach rechts           | TELUGU VOWEL SIGN U                                 | Telugu-Vokalzeichen U                          |
| U+0C42 (3138) | ూ                | Markierung mit Extrabreite              | links nach rechts           | TELUGU VOWEL SIGN UU                                | Telugu-Vokalzeichen Uu                         |
| U+0C43 (3139) | ృ                | Markierung mit Extrabreite              | links nach rechts           | TELUGU VOWEL SIGN VOCALIC R                         | Telugu-Vokalzeichen vokalisches R              |
| U+0C44 (3140) | ౄ                | Markierung mit Extrabreite              | links nach rechts           | TELUGU VOWEL SIGN VOCALIC RR                        | Telugu-Vokalzeichen vokalisches Rr             |
| U+0C46 (3142) | ె                | Markierung ohne Extrabreite             | Markierung ohne Extrabreite | TELUGU VOWEL SIGN E                                 | Telugu-Vokalzeichen E                          |
| U+0C47 (3143) | ే                | Markierung ohne Extrabreite             | Markierung ohne Extrabreite | TELUGU VOWEL SIGN EE                                | Telugu-Vokalzeichen Ee                         |
| U+0C48 (3144) | ై                | Markierung ohne Extrabreite             | Markierung ohne Extrabreite | TELUGU VOWEL SIGN AI                                | Telugu-Vokalzeichen Ai                         |
| U+0C4A (3146) | ొ                | Markierung ohne Extrabreite             | Markierung ohne Extrabreite | TELUGU VOWEL SIGN O                                 | Telugu-Vokalzeichen O                          |
| U+0C4B (3147) | ో                | Markierung ohne Extrabreite             | Markierung ohne Extrabreite | TELUGU VOWEL SIGN OO                                | Telugu-Vokalzeichen Oo                         |
| U+0C4C (3148) | ౌ                | Markierung ohne Extrabreite             | Markierung ohne Extrabreite | TELUGU VOWEL SIGN AU                                | Telugu-Vokalzeichen Au                         |
| U+0C4D (3149) | ్                | Markierung ohne Extrabreite             | Markierung ohne Extrabreite | TELUGU SIGN VIRAMA                                  | Telugu-Zeichen Virama                          |
| U+0C55 (3157) | ౕ                | Markierung ohne Extrabreite             | Markierung ohne Extrabreite | TELUGU LENGTH MARK                                  | Telugu-Längenzeichen                           |
| U+0C56 (3158) | ౖ                | Markierung ohne Extrabreite             | Markierung ohne Extrabreite | TELUGU AI LENGTH MARK                               | Telugu-Ai-Längenzeichen                        |
| U+0C58 (3160) | ౘ               | anderer Buchstabe, Silbe oder Ideogramm | links nach rechts           | TELUGU LETTER TSA                                   | Telugu-Buchstabe Tsa                           |
| U+0C59 (3161) | ౙ               | anderer Buchstabe, Silbe oder Ideogramm | links nach rechts           | TELUGU LETTER DZA                                   | Telugu-Buchstabe Dza                           |
| U+0C5A (3162) | ౚ               | anderer Buchstabe, Silbe oder Ideogramm | links nach rechts           | TELUGU LETTER RRRA                                  | Telugu-Buchstabe Rrra                          |
| U+0C5D (3165) | ౝ               | anderer Buchstabe, Silbe oder Ideogramm | links nach rechts           | TELUGU LETTER NAKAARA POLLU                         | Telugu-Buchstabe Nakaara Pollu                 |
| U+0C60 (3168) | ౠ               | anderer Buchstabe, Silbe oder Ideogramm | links nach rechts           | TELUGU LETTER VOCALIC RR                            | Telugu-Buchstabe vokalisches Rr                |
| U+0C61 (3169) | ౡ               | anderer Buchstabe, Silbe oder Ideogramm | links nach rechts           | TELUGU LETTER VOCALIC LL                            | Telugu-Buchstabe vokalisches Ll                |
| U+0C62 (3170) | ౢ                | Markierung ohne Extrabreite             | Markierung ohne Extrabreite | TELUGU VOWEL SIGN VOCALIC L                         | Telugu-Vokalzeichen vokalisches L              |
| U+0C63 (3171) | ౣ                | Markierung ohne Extrabreite             | Markierung ohne Extrabreite | TELUGU VOWEL SIGN VOCALIC LL                        | Telugu-Vokalzeichen vokalisches Ll             |
| U+0C66 (3174) | ౦               | Dezimalziffer                           | links nach rechts           | TELUGU DIGIT ZERO                                   | Telugu-Ziffer Null                             |
| U+0C67 (3175) | ౧               | Dezimalziffer                           | links nach rechts           | TELUGU DIGIT ONE                                    | Telugu-Ziffer Eins                             |
| U+0C68 (3176) | ౨               | Dezimalziffer                           | links nach rechts           | TELUGU DIGIT TWO                                    | Telugu-Ziffer Zwei                             |
| U+0C69 (3177) | ౩               | Dezimalziffer                           | links nach rechts           | TELUGU DIGIT THREE                                  | Telugu-Ziffer Drei                             |
| U+0C6A (3178) | ౪               | Dezimalziffer                           | links nach rechts           | TELUGU DIGIT FOUR                                   | Telugu-Ziffer Vier                             |
| U+0C6B (3179) | ౫               | Dezimalziffer                           | links nach rechts           | TELUGU DIGIT FIVE                                   | Telugu-Ziffer Fünf                             |
| U+0C6C (3180) | ౬               | Dezimalziffer                           | links nach rechts           | TELUGU DIGIT SIX                                    | Telugu-Ziffer Sechs                            |
| U+0C6D (3181) | ౭               | Dezimalziffer                           | links nach rechts           | TELUGU DIGIT SEVEN                                  | Telugu-Ziffer Sieben                           |
| U+0C6E (3182) | ౮               | Dezimalziffer                           | links nach rechts           | TELUGU DIGIT EIGHT                                  | Telugu-Ziffer Acht                             |
| U+0C6F (3183) | ౯               | Dezimalziffer                           | links nach rechts           | TELUGU DIGIT NINE                                   | Telugu-Ziffer Neun                             |
| U+0C77 (3191) | ౷               | andere Interpunktion                    | links nach rechts           | TELUGU SIGN SIDDHAM                                 | Telugu-Zeichen Siddham                         |
| U+0C78 (3192) | ౸               | anderes Zahlzeichen                     | anderes neutrales Zeichen   | TELUGU FRACTION DIGIT ZERO FOR ODD POWERS OF FOUR   | Telugu-Ziffer Null (ungerade Exponenten)       |
| U+0C79 (3193) | ౹               | anderes Zahlzeichen                     | anderes neutrales Zeichen   | TELUGU FRACTION DIGIT ONE FOR ODD POWERS OF FOUR    | Telugu-Ziffer Eins (ungerade Exponenten)       |
| U+0C7A (3194) | ౺               | anderes Zahlzeichen                     | anderes neutrales Zeichen   | TELUGU FRACTION DIGIT TWO FOR ODD POWERS OF FOUR    | Telugu-Ziffer Zwei (ungerade Exponenten)       |
| U+0C7B (3195) | ౻               | anderes Zahlzeichen                     | anderes neutrales Zeichen   | TELUGU FRACTION DIGIT THREE FOR ODD POWERS OF FOUR  | Telugu-Ziffer Drei (ungerade Exponenten)       |
| U+0C7C (3196) | ౼               | anderes Zahlzeichen                     | anderes neutrales Zeichen   | TELUGU FRACTION DIGIT ONE FOR EVEN POWERS OF FOUR   | Telugu-Ziffer Eins (gerade Exponenten)         |
| U+0C7D (3197) | ౽               | anderes Zahlzeichen                     | anderes neutrales Zeichen   | TELUGU FRACTION DIGIT TWO FOR EVEN POWERS OF FOUR   | Telugu-Ziffer Zwei (gerade Exponenten)         |
| U+0C7E (3198) | ౾               | anderes Zahlzeichen                     | anderes neutrales Zeichen   | TELUGU FRACTION DIGIT THREE FOR EVEN POWERS OF FOUR | Telugu-Ziffer Drei (gerade Exponenten)         |
| U+0C7F (3199) | ౿               | anderes Symbol                          | links nach rechts           | TELUGU SIGN TUUMU                                   | Telugu-Zeichen Tuumu                           |